# Paolino Schiavon
Mons. Paolino Schiavon (* 1. září 1939 Terranegra, Itálie) je italský duchovní a pomocný biskup diecéze Řím.

## Život
Narodil se 1. září 1939 v Terranegře v diecézi Padova. Střední vzdělání získal na Seminario Minore v Padově. Poté studoval filosofii a teologii na Seminario Maggiore ve stejném městě. Po ukončení studia na Seminario Maggiore přijal kněžské svěcení dne 5. července 1964. Na Papežské Gregoriánské univerzitě získal licenciát ze společenských věd. Po vysvěcení působil na mnohých místech diecéze Padova, např. ve farnostech Martise, S. Sofia, Vigodazzere, S. Cuore di Abano. Roku 1974 se odstěhoval do Říma, kde působil jako vikář spolupracovník ve farnosti S. Gregorio Barbarigo, tuto funkci vykonával až do roku 1980. Pracoval také jako profesor náboženství na Istituto delle Suore di Nevers.
Dne 18. července 2002 byl jmenován papežem Janem Pavlem II. pomocným biskupem diecéze Řím a titulárním biskupem Trevi. Na biskupa byl vysvěcen 21. září téhož roku z rukou kardinála Camilla Ruiniho, a spolusvětitelů Cesara Nosiglia, Antonia Mattiazza.